# Індевор (корабель)
«Корабель його величності Інде́вор» (англ. HMS Endeavour, досл. «Наснажене Прагнення») — науково-дослідне судно Британського королівського флоту, яким командував лейтенант Джеймс Кук, здійснюючи свою першу експедицію до Австралії і Нової Зеландії у 1769—1771 роках.

## Будування
Знаменитий корабель був збудований як вуглевоз і був спущений на воду в червні 1764 року у вугільновантажному та китобійному порту Вітбі в Північному Йоркширі (цей тип суден був відомий під місцевою назвою «вітбівський кет») під ім'ям «Граф Пембрук» (Earl of Pembroke). Він мав пряме вітрильне оснащення, міцну конструкцію з широким пласким носом і квадратною кормою, довгий коробоподібний корпус з глибоким трюмом.
Пласкодонна конструкція робила його добре пристосованим для мілководдя, уможливлювала підхід впритул до піщаних пляжів для навантаження/розвантаження, а також для ремонту корпусу поза сухим доком. Корпус, палуби, футокси були зроблені з традиційного білого дуба, кіль і ахтерштевень — з в'яза, щогли — з сосни та ялини. Кресленики також показують подвійний кільсон (деталь для захисту кіля).
Існують певні сумніви щодо висоти щогол, оскільки збережені кресленики описують тільки корпус судна і нічого не кажуть про оснащення. Грот-щогла і фок-щогла, вважається, були стандартної висоти: 39 і 34 метри відповідно, у той час як примітка до кресленика говорить, що висота бізань-щогли була 15,4 м (16 ярдів 29 дюймів). Якщо все правильно, задня щогла була дивно вкороченою у порівнянні зі стандартом на цілих 2,7 м. Проте, сучасні дослідження припускають, що наявна помилка і слід читати не «16 ярдів 29 дюймів», а «19 ярдів 29 дюймів» (тобто 18 м) — висота, яка цілком узгоджується з висотою інших щогл і зі стандартами того часу. Сучасна реконструкція має бізань-щоглу у 15,4 м заввишки, ґрунтуючись на моделі Національного Морського Музею у Гринвічі.

## Придбання Королівським флотом
У лютому 1768 року Королівське Товариство звернулося з проханням до короля Георга ІІІ фінансувати наукову експедицію до Тихого океану — для дослідження і спостерігання проходження Венери перед сонячним диском. Король дав згоду й Адміралтейство ухвалило поєднати наукове плавання із секретним завданням шукати у південному Тихому океані ознаки наявності гаданої «Terra Australis Incognita» («Невідомої Південної Землі»).
Первісно Королівське Товариство запропонувало доручити командування експедицією шотландському географові Александру Далрімплу. Проте, його умовою участі в експедиції було отримання чину капітана Королівського Флоту. Перший Лорд Адміралтейства (морський міністр) Едвард Гок відповів відмовою, навіть сказавши, що він радше відсіче собі праву руку, ніж віддасть командування військовим кораблем тому, хто не має морської підготовки. Відмовляючи Далрімплу, Гок пам'ятав випадок непокорства командиру на борту шлюпа «Парамур» (Paramour) 1698 року, коли офіцери відмовилися виконувати накази цивільної особи — командувача корабля доктора Едмунда Гелі. Вихід був знайдений коли Адміралтейство запропонувало кандидатуру Джеймса Кука — морського офіцера, обізнаного у математиці і картографії. Влаштувавши обидві сторони, Кук був підвищений у чині до лейтенанта й оголошений командувачем експедиції.
27 травня 1768 року Кук взяв командування «Графом Пембруком», оціненим у березні того ж року у 2 307 фунтів 5 шилінгів 6 пенсів, але купованим насамкінець за 2 804 фунти 10 шилінгів 11 пенсів і призначеним для вищезгаданої експедиції. Корабель був приведений до корабельні Дептфорд на Темзі, де його піддали докорінній перебудові. Вона обійшлася в суму 2 294 фунти — порівняну з ціною самого корабля. Корпус був покритий листами міді і зачеканений для захисту від корабельних червів, встановлена третя палуба для влаштування кают, крюйт-камери і комор. Нові каюти забезпечували площу у 2 м на особу і призначалися для Кука і представників Товариства: натураліста Джозефа Бенкса, його помічників Деніела Соландера і Германа Шперінга, астронома Чарлза Гріна, художників Сідні Паркінсона і Александра Бучана. Каюти оточували кают-компанію. Велика Каюта на кормі призначалася для робочого кабінету Кука і Королівського Товариства. У кормовій частині нижчої палуби, виходячи на помічницьку кают-компанію, розташовувалися каюти помічників капітана Захарії Гікса і Джона Гора, корабельного лікаря Вілльяма Монкгауза, каноніра Стівена Форвуда, штурмана Роберта Моліне і секретаря капітана Річарда Ортона. Прилегла відкрита палуба забезпечувала площу для розміщення матросів і додаткову площу для зберігання запасів.
Корабель мав три шлюпки: баркас (наново відремонтований), пінасу і ял. Окрім них, на кораблі малися два приватні ялики (skiffs): один належав боцманові Джону Гетрі, другий натуралісту Джозефові Бенксу. Корабель також спорядили набором довгих (8,5 м) весел для пересування у разі штилю або втрати щогол. Оновлене судно було прийняте у Королівський Флот під новою назвою: «Його Величності барк Індевор» (щоб відрізняти його від 4-гарматного тендера, який також носив ім'я «Індевор»).
21 липня 1768 року «Індевор» вирушає до Гелліонз-Річ («Галеонова Плеса») — взяти на борт озброєння для захисту від вороже настроєних тихоокеанських аборигенів. Барк отримав десять чотирифунтових гармат: шість встановили на верхній палубі, чотири запасних помістили у трюмі. Окрім того, дванадцять менших вертлюжних гармат були встановлені увдовж квартердека, бортів і на носі. 30 липня «Індевор» відпливає у Плімут запастися провізією і забрати 85 осіб екіпажу, у тому числі 12 морських піхотинців. Кук також розпорядився взяти на борт дванадцять тонн чавуну як баласт.

## Наукова експедиція
«Індевор» вийшов з Плімута у серпні 1768 року, обігнув мис Горн і досяг Таїті якраз вчасно, щоб спостерігати проходження Венери перед Сонячним диском. Потім він вирушив у плавбу на південь, у невідані простори океана, які навіть не були ще нанесені на мапи. Роблячи зупинки на островах Гуагіне, Бора-Бора, Раїатеа, Кук оголошував їх британськими володіннями. У вересні 1769 року «Індевор» кинув якір у Новій Зеландії, ставши на островах першим європейським судном за 127 років після «Гемскерка» Абеля Тасмана.

## Подальша служба
Після повернення з навколосвітньої подорожі Кук пожинав лаври свого успіху, у той час як його корабель був зовсім забутий. Протягом тижня по його поверненні до Англії, «Індевор» був направлений у корабельню Вулвіч для переоснащення на транспортне судно. Як транспорт він здійснив два рейси до Фолклендських островів: у першому доставив провізію, у другому — відвіз додому британський гарнізон. Був списаний з військового флоту у вересні 1774 року, у березні наступного проданий суднопромисловику Дж. Медеру за 645 фунтів. Після чого він здійснює комерційний рейс до Архангельська. Медер перейменовує дедалі старіший корабель на «Лорд Сендвіч» (Lord Sandwich) — на честь першого лорда Адміралтейства Джона Монтегю, графа Сендвіча.
Наприкінці 1775 року Адміралтейство просить судновласника надати судно для перекидання військ у Північну Америку для придушення повстання колоністів. Медер пропонує повернути «Лорд Сендвіч» (колишній «Індевор») на військову службу, але його стан такий жахливий, що він визнається неморехідним у грудні 1775. Після значного ремонту його нарешті приймають у флот як транспортне судно (під назвою «Лорд Сендвіч 2», оскільки корабель з такою назвою вже був у Королівському флоті) і в лютому 1776 року він доставляє контингент гессенських найманців до Нью-Йорка і Род-Айленда.
Після виконання цього завдання, «Лорд Сендвіч» відпливає до Ньюпорта у Род-Айленді, де він залишається на якорі і час від часу використовується як блокшив (в'язниця на плаву) під британським прапором.

## Місце останнього притулку
«Лорд Сендвіч» (колишній «Індевор») знайшов свій кінець у серпні 1778 року, коли британське поселення у затоці Наррагансетт опинилося під загрозою захоплення французькими солдатами, які підтримували американських повстанців. Командувач британськими силами капітан Джон Брисбен розпорядився загородити вхід у затоку, затопивши зайві судна. 3-6 серпня кораблі Королівського Флоту і приватні судна, включаючи «Лорд Сендвіч», були затоплені у різних місцях затоки.

## Пошук залишків
2022 року Кевін Сампшон, виконавчий директор Австралійського національного морського музею, заявив у Сіднеї журналістам, що після 22 років пошуків знайдено залишки «Індевора». Американські фахівці, учасники Проєкту морської археології Род-Айленда (RIMAP), звинуватили австралійців у передчасному оголошенні і заявили, що повідомлення про ідентифікацію судна є порушенням контракту. Австралійці відповіли, що жодних зобов'язань не порушили.

## Сучасна копія
У січні 1998 року, для відзначення двохсотліття першого європейського поселення в Австралії, у Фрімантлі (Західна Австралія) почалися роботи з реконструкції знаменитого корабля Кука.

## Пам'ять
- «Індевор» зображений на реверсі новозеландської 50-центової монети.
- Американський космічний човник «Індевор», збудований у 1989 році, був названий на честь корабля Джеймса Кука